# Paradis City
Paradis City är en svensk kriminalserie som hade premiär på Prime Video den 7 mars 2025. Serien är baserad på Jens Lapidus roman med samma namn från 2021 och är regisserad av den danske regissören Fenar Ahmad.

## Handling
Serien utspelar i Sverige i en nära framtid. Segregationen och motsättningarna har exploderat och murar byggts runt no-go-zoner där invånarna kontrolleras genom särskilda lagar. Största området är Järva, även kallat Paradis City. När inrikesministern ska hålla sitt valtal utbyter skottlossning utbryter och hon förs bort.

## Rollista (i urval)
- Alexander Abdallah – Emir
- Julia Ragnarsson – Fredrika
- Félice Jankell – Nova
- Lancelot Ncube – Isak
- Sverrir Gudnason – Hermann Murell
- Jessica Liedberg – Ylva
- Louise Peterhoff – Eva Basarto Henriksson
- Kalled Mustonen – Jaro
- Richard Ulfsäter – Filip Bonde
- Rolf Lydahl